# Mabuni Kenwa

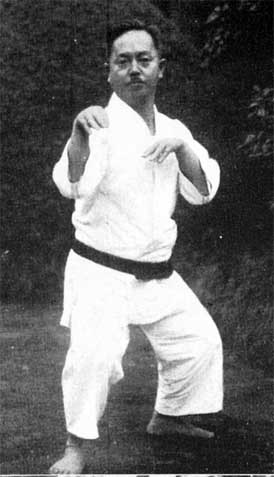
Mabuni Kenwa zeigt die Kata Suparinpai

Mabuni Kenwa Sōke (jap. 摩文仁 賢和; * 1889 in Shuri, Okinawa; † 1952 in Tokio, Japan) war der Begründer der Stilrichtung Shitō-Ryū und gilt neben Funakoshi Gichin und einigen anderen Meistern als „Vater“ des modernen Karatedō. Er gilt als einer der größten, wenn nicht sogar als der größte Experte auf dem Gebiet der Kata, da er 73 davon für seinen Stil zusammentrug und acht sogar selbst entwickelte.

## Biographie
Im Alter von 13 Jahren kam Mabuni Kenwa zum ersten Mal mit dem Tōde, dem Vorgänger des Karatedō, in Kontakt, als er mit dem Training des Shōrin-Ryū unter Meister Itosu Yasutsune begann, wo er als erstes die Kata Naihanchi lernte. Sieben Jahre später wurde der mittlerweile 20 Jahre alte Mabuni von seinem Freund Miyagi Chōjun, dem späteren Entwickler des Gōjū-Ryū, zu Meister Higaonna Kanryō gebracht, der ihn das Shōrei-Ryū lehrte.
Nach Abschluss der Schule und Leistung des Militärdienstes trat Mabuni Kenwa 1912 der Polizei bei und wurde 1914 Inspektor. Zu dieser Zeit konnte er das Studium des Shōrin-Ryū und Shōrei-Ryū weiterführen, lernte jedoch auf berufsbedingten Reisen auch bei anderen Meistern, wie beispielsweise Aragaki, bei dem Mabuni Kenwa die Kata Unsu, Sochin und Niseishi erlernte. Bei Tawada Bushi (Krieger) lernte Mabuni auch den Umgang mit den Kobudō-Waffen Sai und Bō.
1924 gründete Mabuni Kenwa, zusammen mit seinen Schülern Miyagi Chōjun, Kyoda, Motobu Chōki, Hanashiro, Oshiro, Chosin Chibana und Go Kenki sein erstes Dōjō. Mit diesen Meistern hatte er bereits 1918 die Okinawa Karate Kenkyu kai (Karate Studien Club) und später den Okinawa Karate Club gemeinschaftlich gegründet. 1928 verließ Mabuni Kenwa nach dem Beispiel Funakoshi Gichins und Miyagi Chōjuns schließlich Okinawa und siedelte in Osaka an. Dort gründete er das Karate-Dōjō Yoshukan, aus welchem schließlich Mabunis Stil, das Shitō-Ryū, hervorging, der 1931 offiziell von der Dainippon Butokukai als Karatestil anerkannt wurde.
Mabuni hatte zwei Söhne, Mabuni Ken’ei (1918–2015) und Mabuni Kenzo (1927–2005), die nach dem Tod ihres Vaters unterschiedliche Auffassungen des Shitō-Ryū gründeten.
| Personendaten    | Personendaten             |
| ---------------- | ------------------------- |
| NAME             | Mabuni, Kenwa             |
| ALTERNATIVNAMEN  | 摩文仁 賢和 (japanisch)   |
| KURZBESCHREIBUNG | japanischer Karatemeister |
| GEBURTSDATUM     | 1889                      |
| GEBURTSORT       | Shuri (Okinawa)           |
| STERBEDATUM      | 1952                      |
| STERBEORT        | Tokio, Japan              |